# جوناثان مونتينيغرو
جوناثان مونتينيغرو هو لاعب كرة قدم إكوادوري في مركز الدفاع، ولد في 13 مايو 1990 في غواياكيل في الإكوادور. لعب مع نادي برشلونة.

## وصلات خارجية
- جوناثان مونتينيغرو على موقع قاعدة بيانات كرة القدم.إي يو (الإنجليزية)
- جوناثان مونتينيغرو على موقع Soccerway.com (الإنجليزية)